# Ceratophysella kutyrevae
Ceratophysella kutyrevae är en urinsektsart som beskrevs av Babenko 1994. Ceratophysella kutyrevae ingår i släktet Ceratophysella och familjen Hypogastruridae. Inga underarter finns listade i Catalogue of Life.